# Sport Lisboa e Benfica (handball)
Le Sport Lisboa e Benfica est la section handball du club omnisports du Sport Lisboa e Benfica, situé à Lisbonne au Portugal.
Ses sections masculines et féminines évoluent toutes les deux au plus haut niveau du Championnat du Portugal et ont, comme au football.

## Palmarès

### Section masculine
Compétitions européennes
- Vainqueur de la Ligue européenne (C3) (1) : 2022
- Finaliste de la Coupe Challenge (C4) (2) : 2011, 2016

Compétitions nationales
- Vainqueur du Championnat du Portugal (7) : 1962, 1975, 1982, 1983, 1989, 1990, 2008
- Vainqueur de la Coupe du Portugal (6) : 1985, 1986, 1987, 2011, 2016, 2018
- Vainqueur de la Coupe de la Ligue (pt) (2) : 2007, 2009
- Vainqueur de la Supercoupe du Portugal (pt) (6) : 1989, 1993, 2010, 2012, 2016, 2018

### Section féminine
Compétitions nationales
- Vainqueur du Championnat du Portugal (10) : 1984, 1986, 1987, 1989, 1990, 1992, 1993, 2022, 2023, 2024
- Vainqueur de la Coupe du Portugal (es) (8) : 1985, 1986, 1987, 1988, 1989, 1992, 2022, 2023
- Vainqueur de la Supercoupe du Portugal (pt) (4) : 1990, 1992, 2022, 2023

## Effectifs

### Effectif 2024–25
L'effectif pour la saison 2024–25 est :
| Gardiens de but - 32 Kristóf Palasics (en) - 41 Gustavo Capdeville (en) - 55 Bernardo Almeida Ailiers gauches - 02 Miguel Sánchez-Migallón - 07 Stiven Valencia (en) Ailiers droits - 04 Christopher Hedberg - 23 Ole Rahmel | Pivots - 20 Fábio Silva - 21 Aldo Pagliotta - 22 Alexis Borges - 99 Guilherme Carvalho Demi-centres - 24 Ander Izquierdo - 27 Rui Baptista - 77 Egon Hanusz (en) | Arrières gauches - 05 Gabriel Cavalcanti - 17 Gabriel Sequeira - 28 Filip Taleski (en) - 53 João Bandeira Arrières droits - 11 Belone Moreira (en) - 30 Demis Grigoraș |

## Personnalités liées au club
Parmi les joueurs évoluant ou ayant évolué au club, on trouve :
- Arnaud Bingo : de 2022 à 2023
- Alexis Borges : depuis 2021
- Ricardo Candeias : de 2009 à 2013
- Gustavo Capdeville (en) : depuis 2009 (formé au club)
- Alexandre Cavalcanti : de 2013 (formé au club) à 2019
- Gheorghe Covaciu : de 1989 à 1990
- Gheorghe Dogărescu : de 1990 à 1991
- Petar Đorđić : de 2019 à 2023
- Cezar Drăgăniță : de 1990 à 1991
- Demis Grigoraș : depuis 2021
- Sergey Hernández (en) : de 2020 à 2023
- Jonas Källman : de 2021 à 2023
- Paulo Moreno : de 2013 à 2024
- Kévynn Nyokas : de 2018 à 2021
- Ole Rahmel : depuis 2020
- Borko Ristovski : de 2018 à février 2020
- Miguel Sánchez-Migallón : depuis 2023
- João Pedro Silva : de 2017 à 2019
- Filip Taleski (en) : depuis 2023
- René Toft Hansen : de 2019 à 2020

Parmi les joueuses évoluant ou ayant évolué au club, on trouve :
- Victoria Borchtchenko : depuis 04/2022

Parmi les entraineurs de la section masculine, on trouve :
- Ângelo Pintado : de 1971 à 1976, de 1987 à 1988, de 1993 à 1995 et de 1998 à 2000
- Eugen Trofin (ro) : de 1988 à 1991
- Mariano Ortega : de 2014 à 2017
- Carlos Resende : de 2017 à 2020
- Chema Rodríguez : de 2020 à 2023
- Jota González (en) : depuis 2023